# جاون جوست
جاون جوست (انگلیسی: Jon Jost؛ زادهٔ ۱۶ مهٔ ۱۹۴۳) یک کارگردان، فیلم‌نامه‌نویس، مدیر فیلم‌برداری، و تدوین‌گر اهل ایالات متحده آمریکا است.